# Jón Halldórsson (atleta)
Jón Halldórsson es un deportista islandés que compitió en atletismo adaptado. Ganó dos medallas de plata en los Juegos Paralímpicos de Atenas 2004.

## Palmarés internacional
| Juegos Paralímpicos | Juegos Paralímpicos | Juegos Paralímpicos | Juegos Paralímpicos |
| Año                 | Lugar               | Medalla             | Prueba              |
| ------------------- | ------------------- | ------------------- | ------------------- |
| 2004                | Atenas (Grecia)     | Medalla de plata    | 100 m T35           |
| 2004                | Atenas (Grecia)     | Medalla de plata    | 200 m T35           |